# Anaerococcus prevotii
Anaerococcus prevotii è una specie di batterio appartenente alla famiglia delle Peptostreptococcaceae.